# Витанова
Витанова (слч. Vitanová) насељено је мјесто са административним статусом сеоске општине (слч. obec) у округу Тврдошин, у Жилинском крају, Словачка Република.

## Становништво
| Година:    | 1994. | 2004.   | 2014.   | 2024.   |
| ---------- | ----- | ------- | ------- | ------- |
| Број људи: | 1187  | 1232    | 1297    | 1319    |
| Разлика:   |       | +3,79 % | +5,27 % | +1,69 % |

| Година:    | 2023. | 2024.   |
| ---------- | ----- | ------- |
| Број људи: | 1314  | 1319    |
| Разлика:   |       | +0,38 % |

Према подацима о броју становника из 2024. године насеље је имало 1319 становника.